# Arturo Chávez Hernández
Arturo Chávez Hernández (Los Reyes, Michoacán, 21 de febrero de 1985) es un exfutbolista mexicano que jugaba en la  demarcación de defensa.

## Trayectoria
Empezó jugando desde las categorías interiores del Club Santos Laguna de una generación de futbolistas sin experiencia en primera división se probaban en aquel club jugadores de la talla de Rafael Figueroa, Armando Gallegos, Rogelio López, Rafael Grimaldo entre otros, se fue a préstamo a Correcaminos de la UAT por seis meses y regreso a santos jugando tanto para el primer equipo como en la filial.
Para 2008 militó en el Club Irapuato. 

## Clubes
| Club                   | País   | Año         |
| ---------------------- | ------ | ----------- |
| Club Santos Laguna     | México | 2005 - 2006 |
| Correcaminos de la UAT | México | 2007        |
| Santos Laguna A        | México | 2007 -2008  |
| Club Irapuato          | México | 2008 - 2010 |

## Estadísticas

### Resumen estadístico
| Competencia                | Partidos | Goles |
| -------------------------- | -------- | ----- |
| Primera División de México | 4        | 0     |
| Liga de Ascenso de México  | 52       | 12    |
| Total                      | 56       | 12    |